# ISO 3166-1 numérico
Los códigos ISO 3166-1 numéricos (o numérico-3) son códigos de país definidos en la ISO 3166-1, parte de la norma ISO 3166 publicada por la Organización Internacional de Normalización (ISO), para representar países, territorios dependientes y áreas especiales de interés geográfico. Son similares a los códigos de país de tres dígitos desarrollados y mantenidos por la División de Estadística de las Naciones Unidas, originados en su norma UN M.49. Se incluyeron por primera vez como parte de la norma ISO 3166 en su segunda edición en 1981, pero la División de Estadística de las Naciones Unidas los ha publicado desde 1970.
Una ventaja de los códigos numéricos sobre los alfabéticos es que son independientes del sistema de escritura. Los códigos alfabéticos de la ISO 3166-1 (alfa-2 y alfa-3) emplean las 26 letras del alfabeto inglés y son adecuados para los idiomas en los que se utiliza el alfabeto latino. Para las personas y los sistemas que utilizan sistemas de escritura no latinos (como el árabe o el japonés), es posible que el alfabeto inglés no esté disponible o que su uso, comprensión o interpretación correcta sea difícil. Si bien con los códigos numéricos se superan los problemas de depender de un sistema de escritura, esta independencia acarrea el coste de perder comodidad mnemotécnica.
Otra ventaja es que, cuando los países se fusionan o se dividen, obtendrán un nuevo código numérico, mientras que el alfabético seguirá empleándose para (una parte de) ese país. En los conjuntos de datos con información histórica del país se necesita un número permanente.

## Códigos actuales

### Elementos de código asignados oficialmente
La siguiente es una lista completa de los códigos numéricos ISO 3166-1 asignados oficialmente en la actualidad.
Los nombres en español se han obtenido mediante la combinación de las denominaciones en inglés y francés, idiomas oficiales de la norma ISO. Algunos nombres solo figuran en su idioma local porque esos países o territorios prefieren que se use el nombre únicamente en su idioma, sin traducirlo. La grafía de los nombres en español se ha obtenido de la lista de Estados miembros de las Naciones Unidas y de la lista de países y áreas de la División de Estadística de las Naciones Unidas, manteniendo el nombre utilizado en la norma ISO.
| Código | Nombre del país                                   | Notas |
| ------ | ------------------------------------------------- | --- |
| 004    | Afganistán                                        | |
| 008    | Albania                                           | |
| 010    | Antártida                                         | |
| 012    | Argelia                                           | |
| 016    | Samoa Americana                                   | |
| 020    | Andorra                                           | |
| 024    | Angola                                            | |
| 028    | Antigua y Barbuda                                 | |
| 031    | Azerbaiyán                                        | Parte de la URSS hasta 1991                                                                                           |
| 032    | Argentina                                         | |
| 036    | Australia                                         | |
| 040    | Austria                                           | |
| 044    | Bahamas (las)                                     | |
| 048    | Baréin                                            | |
| 050    | Bangladés                                         | |
| 051    | Armenia                                           | Parte de la URSS hasta 1991                                                                                           |
| 052    | Barbados                                          | |
| 056    | Bélgica                                           | |
| 060    | Bermuda                                           | |
| 064    | Bhután                                            | |
| 068    | Bolivia (Estado Plurinacional de)                 | |
| 070    | Bosnia y Herzegovina                              | Parte de Yugoslavia hasta 1992                                                                                        |
| 072    | Botsuana                                          | |
| 074    | Bouvet, Isla                                      | |
| 076    | Brasil                                            | |
| 084    | Belice                                            | Antes Honduras Británica                                                                                              |
| 086    | Territorio Británico del Océano Índico            | |
| 090    | Salomón, Islas                                    | Antes Islas Salomón Británicas                                                                                        |
| 092    | Vírgenes Británicas, Islas                        | |
| 096    | Brunei Darussalam                                 | |
| 100    | Bulgaria                                          | |
| 104    | Myanmar                                           | Antes Birmania |
| 108    | Burundi                                           | |
| 112    | Belarús                                           | Antes RSS de Bielorrusia                                                                                              |
| 116    | Camboya                                           | |
| 120    | Camerún                                           | |
| 124    | Canadá                                            | |
| 132    | Cabo Verde                                        | |
| 136    | Caimán, (las) Islas                               | |
| 140    | República Centroafricana (la)                     | |
| 144    | Sri Lanka                                         | Antes Ceilán |
| 148    | Chad                                              | |
| 152    | Chile                                             | |
| 156    | China                                             | |
| 158    | Taiwán (Provincia de China)                       | |
| 162    | Christmas, Isla                                   | |
| 166    | Cocos / Keeling, (las) Islas                      | |
| 170    | Colombia                                          | |
| 174    | Comoras (las)                                     | |
| 175    | Mayotte                                           | Parte de Comoras hasta 1975, código ISO propio desde 1993                                                             |
| 178    | Congo (el)                                        | |
| 180    | Congo (la República Democrática del)              | |
| 184    | Cook, (las) Islas                                 | |
| 188    | Costa Rica                                        | |
| 191    | Croacia                                           | Parte de Yugoslavia hasta 1992                                                                                        |
| 192    | Cuba                                              | |
| 196    | Chipre                                            | |
| 203    | Chequia                                           | Parte de Checoslovaquia hasta 1993                                                                                    |
| 204    | Benín                                             | Antes Dahomey |
| 208    | Dinamarca                                         | |
| 212    | Dominica                                          | |
| 214    | Dominicana, (la) República                        | |
| 218    | Ecuador                                           | |
| 222    | El Salvador                                       | |
| 226    | Guinea Ecuatorial                                 | |
| 231    | Etiopía                                           | |
| 232    | Eritrea                                           | Parte de Etiopía hasta 1993                                                                                           |
| 233    | Estonia                                           | Parte de la URSS hasta 1991                                                                                           |
| 234    | Feroe, (las) Islas                                | |
| 238    | Malvinas [Falkland], (las) Islas                  | |
| 239    | Georgia del Sur (la) y las Islas Sandwich del Sur | Parte de las Islas Malvinas hasta 1993                                                                                |
| 242    | Fiyi                                              | |
| 246    | Finlandia                                         | |
| 248    | Åland, Islas                                      | Parte de Finlandia hasta 2004                                                                                         |
| 250    | Francia                                           | |
| 254    | Guayana Francesa                                  | |
| 258    | Polinesia Francesa                                | |
| 260    | Tierras Australes Francesas (las)                 | |
| 262    | Yibuti                                            | Antes Territorio Francés de los Afares y los Isas                                                                     |
| 266    | Gabón                                             | |
| 268    | Georgia                                           | Parte de la URSS hasta 1991                                                                                           |
| 270    | Gambia (la)                                       | |
| 275    | Palestina, Estado de                              | Reemplaza a la Franja de Gaza, que tenía asignado el código 274 por la División de Estadística de las Naciones Unidas |
| 276    | Alemania                                          | País unificado desde 1990                                                                                             |
| 288    | Ghana                                             | |
| 292    | Gibraltar                                         | |
| 296    | Kiribati                                          | Antes Islas Gilbert y Ellice                                                                                          |
| 300    | Grecia                                            | |
| 304    | Groenlandia                                       | |
| 308    | Granada                                           | |
| 312    | Guadalupe                                         | |
| 316    | Guam                                              | |
| 320    | Guatemala                                         | |
| 324    | Guinea                                            | |
| 328    | Guyana                                            | |
| 332    | Haití                                             | |
| 334    | Heard (Isla) e Islas McDonald                     | |
| 336    | Santa Sede (la)                                   | |
| 340    | Honduras                                          | |
| 344    | Hong Kong                                         | |
| 348    | Hungría                                           | |
| 352    | Islandia                                          | |
| 356    | India                                             | |
| 360    | Indonesia                                         | |
| 364    | Irán (República Islámica de)                      | |
| 368    | Irak                                              | |
| 372    | Irlanda                                           | |
| 376    | Israel                                            | |
| 380    | Italia                                            | |
| 384    | Côte d'Ivoire                                     | Antes Costa de Marfil                                                                                                 |
| 388    | Jamaica                                           | |
| 392    | Japón                                             | |
| 398    | Kazajistán                                        | Parte de la URSS hasta 1991                                                                                           |
| 400    | Jordania                                          | |
| 404    | Kenia                                             | |
| 408    | Corea (la República Popular Democrática de)       | |
| 410    | Corea (la República de)                           | |
| 414    | Kuwait                                            | |
| 417    | Kirguistán                                        | Parte de la URSS hasta 1991                                                                                           |
| 418    | Lao, (la) República Democrática Popular           | |
| 422    | Líbano                                            | |
| 426    | Lesoto                                            | |
| 428    | Letonia                                           | Parte de la URSS hasta 1991                                                                                           |
| 430    | Liberia                                           | |
| 434    | Libia                                             | |
| 438    | Liechtenstein                                     | |
| 440    | Lituania                                          | Parte de la URSS hasta 1991                                                                                           |
| 442    | Luxemburgo                                        | |
| 446    | Macao                                             | |
| 450    | Madagascar                                        | |
| 454    | Malawi                                            | |
| 458    | Malasia                                           | |
| 462    | Maldivas                                          | |
| 466    | Malí                                              | |
| 470    | Malta                                             | |
| 474    | Martinica                                         | |
| 478    | Mauritania                                        | |
| 480    | Mauricio                                          | |
| 484    | México                                            | |
| 492    | Mónaco                                            | |
| 496    | Mongolia                                          | |
| 498    | Moldavia (la República de)                        | Parte de la URSS hasta 1991                                                                                           |
| 499    | Montenegro                                        | Parte de Yugoslavia / Serbia y Montenegro hasta 2006                                                                  |
| 500    | Montserrat                                        | |
| 504    | Marruecos                                         | |
| 508    | Mozambique                                        | |
| 512    | Omán                                              | Antes Mascate y Omán                                                                                                  |
| 516    | Namibia                                           | |
| 520    | Nauru                                             | |
| 524    | Nepal                                             | |
| 528    | Países Bajos (los)                                | |
| 531    | Curazao                                           | Parte de las Antillas Neerlandesas hasta 2010                                                                         |
| 533    | Aruba                                             | Parte de las Antillas Neerlandesas hasta 1986                                                                         |
| 534    | San Martín (parte neerlandesa)                    | Parte de las Antillas Neerlandesas hasta 2010                                                                         |
| 535    | Bonaire, San Eusatquio y Saba                     | Parte de las Antillas Neerlandesas hasta 2010                                                                         |
| 540    | Nueva Caledonia                                   | |
| 548    | Vanuatu                                           | Antes Nuevas Hébridas                                                                                                 |
| 554    | Nueva Zelandia                                    | |
| 558    | Nicaragua                                         | |
| 562    | Níger (el)                                        | |
| 566    | Nigeria                                           | |
| 570    | Niue                                              | |
| 574    | Norfolk, Isla                                     | |
| 578    | Noruega                                           | |
| 580    | Marianas Septentrionales, (las) Islas             | Parte del Territorio en Fideicomiso de las Islas del Pacífico hasta 1986                                              |
| 581    | Islas menores alejadas de Estados Unidos (las)    | Unión de islas deshabitadas estadounidenses en el Océano Pacífico en 1986                                             |
| 583    | Micronesia (Estados Federados de)                 | Parte del Territorio en Fideicomiso de las Islas del Pacífico hasta 1986                                              |
| 584    | Marshall, (las) Islas                             | Parte del Territorio en Fideicomiso de las Islas del Pacífico hasta 1986                                              |
| 585    | Palaos                                            | Parte del Territorio en Fideicomiso de las Islas del Pacífico hasta 1986                                              |
| 586    | Pakistán                                          | |
| 591    | Panamá                                            | |
| 598    | Papúa Nueva Guinea                                | |
| 600    | Paraguay                                          | |
| 604    | Perú                                              | |
| 608    | Filipinas (las)                                   | |
| 612    | Pitcairn                                          | |
| 616    | Polonia                                           | |
| 620    | Portugal                                          | |
| 624    | Guinea-Bissau                                     | Antes Guinea Portuguesa                                                                                               |
| 626    | Timor-Leste                                       | Antes Timor Portugués y Timor Oriental                                                                                |
| 630    | Puerto Rico                                       | |
| 634    | Catar                                             | |
| 638    | Reunión                                           | |
| 642    | Rumania                                           | |
| 643    | Rusia, (la) Federación de                         | Parte de la URSS hasta 1991                                                                                           |
| 646    | Ruanda                                            | |
| 652    | San Barthélemy                                    | Parte de Guadalupe hasta 2007                                                                                         |
| 654    | Santa Elena, Ascensión y Tristán de Acuña         | |
| 659    | Saint Kitts y Nevis                               | Parte de Saint Kitts-Nevis-Anguila hasta 1985                                                                         |
| 660    | Anguila                                           | Parte de Saint Kitts-Nevis-Anguila hasta 1985                                                                         |
| 662    | Santa Lucía                                       | |
| 663    | San Martín (parte francesa)                       | Parte de Guadalupe hasta 2007                                                                                         |
| 666    | San Pedro y Miquelón                              | |
| 670    | San Vincente y las Granadinas                     | |
| 674    | San Marino                                        | |
| 678    | Santo Tomé y Príncipe                             | |
| 682    | Arabia Saudita                                    | |
| 686    | Senegal                                           | |
| 688    | Serbia                                            | Parte de Yugoslavia / Serbia y Montenegro hasta 2006                                                                  |
| 690    | Seychelles                                        | |
| 694    | Sierra Leona                                      | |
| 702    | Singapur                                          | |
| 703    | Eslovaquia                                        | Parte de Checoslovaquia hasta 1993                                                                                    |
| 704    | Viet Nam                                          | Nombre oficial: República Socialista de Viet Nam                                                                      |
| 705    | Eslovenia                                         | Parte de Yugoslavia hasta 1992                                                                                        |
| 706    | Somalia                                           | |
| 710    | Sudáfrica                                         | |
| 716    | Zimbabue                                          | Antes Rhodesia del Sur                                                                                                |
| 724    | España                                            | |
| 728    | Sudán del Sur                                     | Parte de Sudán hasta 2011                                                                                             |
| 729    | Sudán                                             | |
| 732    | Sáhara Occidental                                 | Antes Sahara español                                                                                                  |
| 740    | Suriname                                          | |
| 744    | Svalbard y Jan Mayen                              | |
| 748    | Eswatini                                          | Antes Swazilandia |
| 752    | Suecia                                            | |
| 756    | Suiza                                             | |
| 760    | República Árabe Siria                             | |
| 762    | Tayikistán                                        | Parte de la URSS hasta 1991                                                                                           |
| 764    | Tailandia                                         | |
| 768    | Togo                                              | |
| 772    | Tokelau                                           | |
| 776    | Tonga                                             | |
| 780    | Trinidad y Tabago                                 | |
| 784    | Emiratos Árabes Unidos (los)                      | Antes Estados de la Tregua                                                                                            |
| 788    | Túnez                                             | |
| 792    | Turquía                                           | |
| 795    | Turkmenistán                                      | Parte de la URSS hasta 1991                                                                                           |
| 796    | Turcas y Caicos, (las) Islas                      | |
| 798    | Tuvalu                                            | |
| 800    | Uganda                                            | |
| 804    | Ucrania                                           | |
| 807    | Macedonia del Norte                               | Parte de Yugoslavia hasta 1993                                                                                        |
| 818    | Egipto                                            | Antes República Árabe Unida                                                                                           |
| 826    | Reino Unido de Gran Bretaña e Irlanda del Norte   | |
| 831    | Guernsey                                          | Parte del Reino Unido hasta 2006                                                                                      |
| 832    | Jersey                                            | Parte del Reino Unido hasta 2006                                                                                      |
| 833    | Isla de Man                                       | Parte del Reino Unido hasta 2006                                                                                      |
| 834    | Tanzania, República Unida de                      | |
| 840    | Estados Unidos de América (los)                   | |
| 850    | Vírgenes de los Estados Unidos, Islas             | |
| 854    | Burkina Faso                                      | Antes Alto Volta |
| 858    | Uruguay                                           | |
| 860    | Uzbekistán                                        | Parte de la URSS hasta 1991                                                                                           |
| 862    | Venezuela (República Bolivariana de)              | |
| 876    | Wallis y Futuna                                   | |
| 882    | Samoa                                             | Antes Samoa Occidental                                                                                                |
| 887    | Yemen                                             | País unificado desde 1990                                                                                             |
| 894    | Zambia                                            | |

### Elementos de código asignados por el usuario
Los elementos de código asignados por el usuario son códigos puestos a disposición de los usuarios que necesiten añadir nombres de países, territorios u otras entidades geográficas adicionales a su aplicación particular de la ISO 3166-1. La ISO 3166/MA nunca utilizará estos códigos en el proceso de actualización de la norma. Los usuarios pueden asignar los códigos numéricos del 900 al 999.

## Códigos retirados
Cuando los países se fusionan, se dividen o experimentan cambios territoriales, sus códigos numéricos se retiran y se asignan otros nuevos. Por ejemplo:
- Alemania Oriental y Alemania Occidental utilizaban los códigos numéricos 278 y 280 respectivamente antes de su unificación en 1990. Desde entonces, la Alemania unificada usa el código numérico 276 a la vez que mantiene los códigos alfabéticos de Alemania Occidental (excepto en el sector bancario, donde todavía se emplea el código 280[5]).
- Etiopía usaba el código numérico 230 antes de que Eritrea se separara en 1993. Desde entonces, Etiopía utiliza el código numérico 231 a la vez que mantiene los mismos códigos alfabéticos.
- Sudán utilizaba el código numérico 736 antes de que Sudán del Sur se separara en 2011. Desde entonces, Sudán emplea el código numérico 729 a la vez que mantiene los mismos códigos alfabéticos.

Si un país cambia de nombre sin experimentar cambios territoriales, su código numérico se mantiene. Por ejemplo, cuándo se cambió el nombre de Birmania por Myanmar sin cambios territoriales en 1989, sus códigos alfabéticos cambiaron, pero su código numérico 104 continúa siendo el mismo.
Los siguientes códigos numéricos se han retirado de la ISO 3166-1:
| Code | Country name                                        | Notes                                                      |
| ---- | --------------------------------------------------- | ---------------------------------------------------------- |
| 128  | Canton y Enderbury, Islas                           |                                                            |
| 200  | Checoslovaquia                                      |                                                            |
| 216  | Tierra de la Reina Maud                             |                                                            |
| 230  | Etiopía                                             | antes de la separación de Eritrea en 1993                  |
| 249  | Francia Metropolitana                               |                                                            |
| 278  | Alemania, República Democrática                     | Alemania Oriental                                          |
| 280  | Alemania, República Federal de                      | Alemania Occidental                                        |
| 396  | Johnston, Isla                                      |                                                            |
| 488  | Midway, Islas                                       |                                                            |
| 530  | Antillas Neerlandesas                               | después de la separación de Aruba en 1986                  |
| 532  | Antillas Neerlandesas                               | antes de la separación de Aruba en 1986                    |
| 536  | Zona Neutral                                        |                                                            |
| 582  | Territorio en Fideicomiso de las Islas del Pacífico |                                                            |
| 590  | Panamá                                              | antes de la adición de la Zona del Canal de Panamá en 1979 |
| 658  | Saint Kitts-Nevis-Anguila                           |                                                            |
| 720  | Yemen, Democrático                                  | Yemen del Sur                                              |
| 736  | Sudán                                               | antes de la separación de Sudán del Sur en 2011            |
| 810  | URSS                                                |                                                            |
| 849  | Diversas Islas del Pacífico de los Estados Unidos   |                                                            |
| 872  | Wake, Isla                                          |                                                            |
| 886  | República Árabe de Yemen                            | Yemen del Norte                                            |
| 890  | Yugoslavia, República Federal Socialista de         |                                                            |
| 891  | Serbia y Montenegro                                 | nombre original: Yugoslavia, República Federal de          |

La División de Estadística de las Naciones Unidas también ha asignado los siguientes códigos numéricos, pero estos territorios nunca se incluyeron oficialmente en la ISO 3166-1:
| Código | Nombre del territorio                                                       |
| ------ | --------------------------------------------------------------------------- |
| 274    | Franja de Gaza (Palestina)                                                  |
| 282    | República Democrática Alemana, Berlín                                       |
| 284    | Alemania, Berlín Oeste                                                      |
| 650    | Ryukyu, Islas                                                               |
| 728    | África del Norte Española (en la actualidad, Sudán del Sur usa este código) |
| 830    | Islas del Canal                                                             |

En la norma UN M.49 elaborada por la División de Estadística de las Naciones Unidas se utilizan códigos numéricos adicionales para representar regiones geográficas y agrupaciones de países y de áreas con fines de tratamiento estadístico, pero estos no están incluidos en la ISO 3166-1. A diferencia de los códigos alfabéticos, no hay códigos numéricos reservados en la ISO 3166-1.